# Karina - Morgen i huset (nr. 1)
Karina - Morgen i huset (nr. 1) er en dansk dokumentarfilm fra 1979 instrueret af Peter Skov Jürgensen, Hans Skov Jürgensen og Jesper Glatved efter deres manuskript.
Filmen er den første af en serie på fire film; de øvrige tre er Karina - Dagens arbejde (nr. 2), Karina - Hjemme og i byen (nr. 3) og Karina - Pligter og leg (nr. 4).

## Handling
Karina er en tre år gammel pige, som bor i højlandet i det sydamerikanske land Ecuador. De fire film fortæller på en enkel måde om dagligdagen, som den former sig for pigen og hendes familie. Filmene kommer ind på emner som boligforhold, påklædning, familiens sociale liv, arbejdet på markerne og derhjemme, forholdet mellem byen og landet, sanitære forhold mm. En speaker supplerer fyldigt, hvad der ses på billederne i filmene. Filmene henvender sig til børnehavebørn og til børn i de første skoleklasser. I denne første film introduceres Karina og hendes familie. Karina vågner, står op og får morgenmad. Resten af familien - og husdyrene - begynder også på denne nye dag. Karina får flere lag tøj på, og et par sko bliver snøret godt fast på hendes fødder. Karina passer familiens marsvin, og om aftenen leger hun med sin far på gårdspladsen foran husene.